# Ivan Kelava
Ivan Kelava (Zagreb, 20. veljače 1988.) hrvatski je umirovljeni nogometaš, vratar. Danas radi kao stručni komentator MAXSport televizije.

## Klupska karijera

### Dinamo Zagreb
Ivan Kelava počeo je igrati nogomet u zagrebačkom Dinamu 1997. godine u devetoj godini života. Prošao je sve dobne uzraste u Dinamovoj nogometnoj školi. U prvu momčad Dinama ušao je 2006. godine. Na posudbi u zagrebačkoj Lokomotivi bio je 2009. do 2010. godine. Za Dinamo je branio u 101 prvenstvenom susretu.
S 950 minuta bez primljenog pogotka Ivan Kelava je od 18. svibnja 2013. godine novi rekorder prve hrvatske nogometne lige.
Rekord bez primljenih pogodaka mu je bio 1009 minuta, i to od 21. listopada do 2. prosinca 2010. godine.
Dana 30. svibnja 2013. godine bilo je objavljeno da je otišao iz Dinama u španjolsku Granadu.

### Udinese
Dana 4. srpnja 2013. godine stigla je druga vijest: Kelava je prešao u talijanski Udinese.

### Granada CF
U kolovozu 2015. godine, Kelava odlazi u Španjolsku i potpisuje za Granadu. Krajem prosinca 2016. godine hrvatski vratar napustio je španjolsku Granadu dva dana prije otvaranja zimskog prijelaznog roka. U svojoj zadnjoj sezoni nije dobio priliku stati među vratnice kluba s juga Španjolske čiju mrežu čuva meksički reprezentativni vratar Guillermo Ochoa. Njegov suigrač i slovenski reprezentativac Rene Krhin kazao je kako mu je žao što Kelava nije dobio priliku jer je svojim zalaganjem to zaslužio. “Nikada nisam vidio nekoga da toliko trenira i trudi se. Nije odustajao, nego je naporno trenirao i kada nije bio u momčadi”, rekao je Krhin. “Nije mu bilo lako jer je za golmana bitno da u kontinuitetu brani”.

### Debrecen VSC
Krajem siječnja 2017. godine hrvatski vratar potpisao je na dvije i pol godine s mađarskim Debrecenom. U mađarskom klubu, Kelava nije dobio minutažu.

### CSM Politehnica Iași
U lipnju 2017. godine potpisao je za rumunjski CSM Politehnica Iași, gdje je stigao kao slobodan igrač.

## Reprezentativna karijera
Za hrvatsku nogometnu A reprezentaciju nije nastupio. Bio je u momčadi od 23 igrača za Euro 2012. godine. U mlađim selekcijama ima nastupe u dobnim uzrastima: do 16, do 17, do 18, do 19, do 20 i do 21.

## Priznanja

### Klupska
Dinamo Zagreb
- Prvak Hrvatske (5): 2007./08., 2008./09., 2010./11., 2011./12., 2012./13.

- Hrvatski nogometni kup (4): 2008., 2009., 2011., 2012.

Melbourne Victory
- Australski kup (1): 2021.

## Vanjske poveznice
- Ivan Kelava na www.sportnet.hr